# البناء وخدمات السكك الحديدية الأخرى
البناء وخدمات السكك الحديدة الأخري (بالإسبانية: Construcciones y Auxiliar de Ferrocarriles)‏ هي شركة إسبانية مدرجة في البورصة تقوم بتصنيع مركبات ومعدات السكك الحديدية والحافلات من خلال شركة سولاريس للحافلات والمركبات التابعة لها. يقع مقرها في بيسين، منطقة الباسك المتمتعة بالحكم الذاتي، إسبانيا. تشمل المعدات المصنعة من قبل الشركة مركبات السكك الحديدية الخفيفة وقطارات النقل السريع وعربات السكك الحديدية والقاطرات، بالإضافة إلى محاور القياس المتغيرة التي يمكن تركيبها على أي شاحنة أو عربة موجودة.
على مدى 20 عامًا منذ أوائل التسعينيات، استفادت الشركة من ازدهار الاستثمار في السكك الحديدية في سوقها المحلية في إسبانيا لتصبح لاعبًا عالميًا يتمتع بقدرات تقنية واسعة، وقادرة على تصنيع أي نوع من مركبات السكك الحديدية تقريبًا. قامت الشركة بتوريد عربات السكك الحديدية لعدد من مشغلي النقل الحضري الرئيسيين في جميع أنحاء أوروبا والولايات المتحدة وأمريكا الجنوبية وشرق آسيا والهند وأستراليا وشمال أفريقيا.